# Eucísia
Eucísia is een plaats (freguesia) in de Portugese gemeente Alfândega da Fé en telt 171 inwoners (2001).